# Medborgernes Menneskerettighedskommission
Medborgernes Menneskerettighedskommission (MMK; eng. Citizens Commission on Human Rights, CCHR, ikke at forveksle med FNs verdenserklæringen om menneskerettigheder, den svenske Helsinki-komité for menneskerettigheder eller Akademier-komité for menneskerettigheder) er en international non-profit organisation, der blev stiftet af scientologi kirken og psykiateren Thomas Szasz i 1969 for at undersøge og afdække de påståede krænkelser af menneskerettighederne begået af psykiatere. MMK har i dag 250 lokale afdelinger i 36 lande.

## Aktiviteter
MMK arbejder for afskaffelse af alle former for vold og tvang i den psykiatriske sektor og siger, at den ville fortsætte sit arbejde, indtil alles menneskerettigheder og værdighed bliver garanteret i psykiatrien.
MMK driver blandt andet kampagner mod psykiatriske behandlingsmetoder, som man anser for at være brutal, såsom elektrokonvulsiv behandling og hjerneoperationer, og er imod ordination af psykofarmaka som en behandlingsmetode for mentale sygdomme. For nylig har man ført kampagne mod sygdomsklassifikationen af børn med DAMP og ADHD og kritiseret at børn medicineres med f.eks. methylphenidat og atomoxetin. Alle lægemidler, der påvirker psyken er, ifølge MMK, narkotika herunder alle antidepressiva, antipsykotika og beroligende-/hypnotika.

## Forbindelser til Scientologykirken
MMK promoverer ikke aktivt scientologi, men deler dens opfattelse af at der ikke findes beviser for at psykiatriske lidelser har biologiske årsager. Scientologer (som MMK stammer fra) ser psykiatrien som en forbrydelse mod menneskeheden, fordi de mener, at metoder som deres egen dianetik er det eneste der hjælper. Scientologykirken er forankret i Dianetik, L. Ron Hubbards egen teori om mental sundhed og årsagerne til psykiske problemer.

## MMKs museum og filmen "Psykiatri: Dødens industri"
Organisationen driver et museum, "Psychiatry: An Industry of Death Museum" i Hollywood, og de har også udgivet en film på DVD med samme navn (Psykiatri: Dødens industri). MMK argumenterer bl.a., at mellem 10 og 25 % af psykiatere seksuelt udnytter sine patienter.[kilde mangler] Ifølge udstilling/filmen spillede psykiatere en stor rolle i holocaust og hævder at al-Qaida manden Ayman al-Zawahiri er psykiater.
Filmen leverer kritik mod psykiatrien, dens baggrund, historie, diagnoser og behandlinger, samt påstanden om, at der har været omfattende psykiatrisk svindel og forfalskede forskningsresultater. Mere end 160 læger, advokater, undervisere, påståede eksperter i menneskerettigheder og psykiatriske overgreb, og folk MMK ser som ofre for psykiatriske eksperimenter bliver interviewet i filmen.[kilde mangler].
At bemærke er, at organisationen kun henviser til Scientologykirkens værdier i deres materialer. En trossætning i Scientologykirkens trosbekendelse er "at studiet af sindet og helbredelsen af mentalt forårsagede sygdomme ikke kan adskilles fra religionen eller tolereres inden for ikke-religiøse områder".
MMK har også udgivet filmene Making a Killing: The Untold Story of Psychotropic Drugging og The Marketing of Madness: Are We All Insane?.

## Kontroverser og kritik
MMK karakteriseres ofte som en frontgruppe for scientologikirken, blandt andet fordi scientoloikirken henviser til organisationen. I 1993 blev MMK godkendt som skattefri organisation i USA, som led i en forligsaftale mellem det amerikanske skattevæsen, scientologikirken og deres søsterorganisation Religious Technology Center (RTC). I aftalen tog RTC ansvaret for MMKs skatteforhold.
To akademikere som deltog i filmen Psykiatri: Dødens industri, Holocaust-forsker Michael Berenbaum og bioetik-forsker Arthur Caplan, har afvist filmens angreb på psykiatrien og psykologien. Berenbaum sagde til avisen The Tampa Tribune at "Psykiatere har været til enorm hjælp for mennesker som har betydet meget for mig gennem mit liv". I samme artikel fortalte Caplan at han aldrig var blevet informeret om hvem der stod bag filmen og dens formål: "De optog mig uden at sige hvem de var og hvad formålet med deres foretagende var," derudover kaldte han dem "sleske og uærlige." En talsperson for MMK svarede ikke på en henvendelse fra avisen hvor de blev fremlagt anklagerne.
I 1988 påstod MMK at Professor Martin Roth fra Newcastle Universitet havde givet patienter LSD i 1960'erne. Påstanden blev trykt i avisen Newcastle Times som senere blev domt for injurier da en engelsk domstol mente at MMK's påstande var "meget æreskrækende" og "aldeles forkerte."

## Fodnoter
1. ↑  Oversat fra engelsk, det oprindelige citat lyder således: "I have known psychiatrists to be of enormous assistance to people deeply important to me in my life"[5]
2. ↑  Oversat fra engelsk, det oprindelige citat lyder således: "They completely bamboozled me. They basically taped me without really disclosing who they were or what they intended to do, [...] smarmy and dishonest."[5]
3. ↑  Oversat fra engelsk, den oprindelige ordlyd var "highly defamatory"  og "utterly false."[6]